# Forskningens dag
Forskningens dag är ett årligt evenemang som arrangeras av Medicinska fakulteten vid Lunds universitet och Region Skåne. Arrangemanget äger rum två dagar i början av november, ena dagen i Malmö och andra i Lund. Forskningens dag riktar sig främst till allmänheten som bjuds in att lyssna på populärvetenskapliga föreläsningar, se filmer och möta forskare från Medicinska fakulteten och universitetssjukvården inom Region Skåne. Evenemanget direktsänds också på webben. Temat belyses även i tillhörande tidskrift "Aktuellt om vetenskap & hälsa".
Vid Forskningens dag i Lund delas Eric K. Fernströms Nordiska Pris och Svenska Pris till yngre forskare ut. Vid Forskningens dag i Malmö delas pris för Yngre framgångsrik klinisk forskare inom Region Skåne ut.
Syftet med Forskningens dag är att låta olika intressenter så som allmänhet, patientföreningar, studenter, politiker, beslutfattare och sjukvårdspersonal ta del av Medicinska fakultetens kunskap och forskning. Forskningens dag ska också utgöra en spännande mötesplats där olika yrkes- och intressegrupper kan träffas och diskutera sina respektive erfarenheter, tankar och idéer.